# 성충로
성충로(Seongchung-ro)는 충청남도 부여군 외산면 외산 교차로와 구룡면 구룡삼거리를 잇는 충청남도의 도로이다. 

## 주요 경유지
충청남도
- 부여군 (외산면 - 내산면 - 구룡면)

## 노선
| 이름        | 접속 노선                               | 소재지 | 소재지 | 비고               |
| ----------- | --------------------------------------- | ------ | ------ | ------------------ |
| 외산 교차로 | 외산로                                  | 부여군 | 외산면 |                    |
| 외산사거리  | 국도 제40호선 지방도 제606호선 (만수로) | 부여군 | 외산면 | 국도 제40호선 구간 |
| 신만수교    |                                         | 부여군 | 외산면 | 국도 제40호선 구간 |
| 지티교앞    | 지방도 제613호선 (삽티로)               | 부여군 | 내산면 | 국도 제40호선 구간 |
| 온해교      |                                         | 부여군 | 내산면 | 국도 제40호선 구간 |
| 미암 교차로 | 국도 제40호선 (내산로)                  | 부여군 | 내산면 | 국도 제40호선 구간 |
| 율암 교차로 | 국도 제40호선 (내산로)                  | 부여군 | 내산면 | 국도 제40호선 구간 |
| 율암교      |                                         | 부여군 | 내산면 | 국도 제40호선 구간 |
|             | 구룡면                                  | 부여군 |        | 국도 제40호선 구간 |
| 구룡삼거리  | 국도 제40호선 (흥수로)                  | 부여군 |        | 국도 제40호선 구간 |

## 주요건물및 시설
- 저동3리마을회관 (성충로 682/저동리 164-4)
- 용강중학교 (성충로 1429/태양리 340)